# Nipponotusukuru
Nipponotusukuru is een geslacht van spinnen uit de familie hangmatspinnen (Linyphiidae).

## Soorten
De volgende soorten zijn bij het geslacht ingedeeld:
- Nipponotusukuru enzanensis Saito & Ono, 2001
- Nipponotusukuru spiniger Saito & Ono, 2001